# Ораби, Ибрагим
Ибрагим Ораби, (араб. إبراهيم عرابي‎) — египетский борец греко-римского стиля, бронзовый призёр олимпийских игр.

## Биография
На Летних Олимпийских играх 1936 года в Берлине боролся в среднем весе (до 79 килограммов) По регламенту турнира борец получал в схватках штрафные баллы. Набравший 5 штрафных баллов спортсмен выбывал из турнира. В легчайшем весе борьбу вели 16 борцов.
Победив по очкам в трёх встречах, в четвёртой встрече был туширован будущим чемпионом Иваром Юханссоном, набрал шесть штрафных баллов и из турнира выбыл, заняв пятое место. 
| Выступление на Олимпийских играх 1936 года | Выступление на Олимпийских играх 1936 года | Выступление на Олимпийских играх 1936 года | Выступление на Олимпийских играх 1936 года | Выступление на Олимпийских играх 1936 года | Выступление на Олимпийских играх 1936 года | Выступление на Олимпийских играх 1936 года |
| Круг                                       | Соперник                                   | Страна                                     | Результат                                  | Баллы                                      | Всего баллов                               | Время схватки                              |
| ------------------------------------------ | ------------------------------------------ | ------------------------------------------ | ------------------------------------------ | ------------------------------------------ | ------------------------------------------ | ------------------------------------------ |
| 1                                          | Аднан Юрдаер                               | Турция                                     | Победа По очкам                            | 3-0 -1                                     | -1                                         |                                            |
| 2                                          | Георгиос Лефакис                           | Греция                                     | Победа По очкам                            | 3-0 -1                                     | -2                                         |                                            |
| 3                                          | Кальман Киш                                | Югославия                                  | Победа По очкам                            | 3-0 -1                                     | -3                                         |                                            |
| 4                                          | Ивар Юханссон                              | Швеция                                     | Поражение Туше                             | -3                                         | -6                                         | 7:46                                       |

На Летних Олимпийских играх 1948 года в Лондоне боролся в полутяжёлом весе (до 87 килограммов). Регламент остался прежним. В полутяжёлом весе борьбу вели 14 борцов.
К финальной встрече занимал третье место из трёх борцов, не вылетевших из турнира, сохраняя шансы на золотую медаль, но проиграв Карл-Эрику Нильссону остался там же и завоевал бронзовую медаль Олимпийских игр. 
| Выступление на Олимпийских играх 1948 года | Выступление на Олимпийских играх 1948 года | Выступление на Олимпийских играх 1948 года | Выступление на Олимпийских играх 1948 года | Выступление на Олимпийских играх 1948 года | Выступление на Олимпийских играх 1948 года | Выступление на Олимпийских играх 1948 года |
| Круг                                       | Соперник                                   | Страна                                     | Результат                                  | Баллы                                      | Всего баллов                               | Время схватки                              |
| ------------------------------------------ | ------------------------------------------ | ------------------------------------------ | ------------------------------------------ | ------------------------------------------ | ------------------------------------------ | ------------------------------------------ |
| 1                                          | Кен Ричмонд                                | Великобритания                             | Победа Туше                                | 0                                          | 0                                          | 7:04                                       |
| 2                                          | Альбин Даннахер                            | Швейцария                                  | Победа Туше                                | 0                                          | 0                                          | 2:18                                       |
| 3                                          |                                            |                                            |                                            |                                            |                                            |                                            |
| 4                                          | Дьюла Ковач                                | Венгрия                                    | Поражение По очкам                         | 0-3 -3                                     | -3                                         |                                            |
| 5                                          | Карл-Эрик Нильссон                         | Швеция                                     | Поражение Туше                             | -3                                         | -6                                         |                                            |

В 1951 году был серебряным призёром Средиземноморских игр. 